# Филиация
Филиа́ция (от лат. filialis — сыновний, филиал) — термин для обозначения развития чего-нибудь в преемственной связи и в прямой зависимости.

## В философии
Филиация идей — развитие идей.

## В эволюции
Филиация таксона (от фр. filiation — происхождение, ответвление) — развитие эволюционной линии таксона и её расчленение, в преемственной связи и в прямой зависимости.

## В юридических документах
Филиация в конституционном праве — происхождение родства, отношение отцовства, приобретение гражданства по факту рождения.
Выделяется следующие формы филиации:
- По праву крови (Jus sanguis), или получение гражданства через брак родителей — ребёнок приобретает гражданство, если его родители (или один из них) имеет гражданство данного государства.
- По праву почвы (земли) (Jus soli) — ребёнок приобретает гражданство государства, на территории которого рождён. Свидетельство о рождении практически гарантирует получение свидетельства о гражданстве. Отказ от гражданства и лишение гражданства невозможны или затруднены и, наоборот, оно может быть легко восстановлено (США и др.).
- По наследству — редкая форма, имеющаяся в законодательстве нескольких стран Европы. Так, лица, бывшие гражданами Латвийской Республики до 17 июня 1940 года, передают свои права на гражданство потомкам. Отличие от «права крови» можно проследить в ситуации, если родители ребёнка, граждане Латвийской Республики, юридически умерли до его рождения. Гражданский статус новорождённого при этом зависит от статуса его предков в день 17 июня 1940 года. Подобная практика наблюдается также и в Румынии.